# オーバーグレーニンゲン
オーバーグレーニンゲン（ドイツ語: Obergröningen）は、ドイツ連邦共和国バーデン＝ヴュルテンベルク州シュトゥットガルト行政管区のオストアルプ郡に属す町村（以下、本項では便宜上「町」と記述する）である。

## 地理

### 位置
オーバーグレーニンゲンは、自然環境上、アルプフォアラント東部とシュヴェービッシュ＝フレンキッシェ森林山地を含む。両者はシュヴェービッシャー・コイパー＝リアス＝ラントに含まれる。この町はシュヴェービッシュ・グミュントの北、コッハー川の南に伸びるフリッケンホーファー高地に位置する。町域はコッハー川の谷の海抜 355 m からガルゲンベルクの 515 m にあたる。アルギスホーフェン付近ではコッハー川右岸もその町域に含まれる。

### 隣接する市町村
この町は、北と東はアプツグミュント、南はシェヒンゲン、西はエシャッハと境を接している。

### 自治体の構成
自治体としてのオーバーグレーニンゲンには、同名の集落とシュロスブロンの他、いくつかの小集落が含まれる。

### 土地利用
| 土地利用種別面積 | 農業用地 | 森林   | 住宅地 | 産業用地 | 交通用地 | 水域  | レジャー用地 | その他 |
| ---------------- | -------- | ------ | ------ | -------- | -------- | ----- | ------------ | ------ |
| 面積 (km2)       | 3.17     | 2.05   | 0.10   | 0.01     | 0.26     | 0.08  | 0.01         | 0.18   |
| 占有率           | 54.1 %   | 35.0 % | 1.6 %  | 0.1 %    | 4.5 %    | 1.4 % | 0.2 %        | 3.1 %  |

州統計局による2015年現在のデータによる。

## 歴史
オーバーグレーニンゲンは、初めはオーバーアムト・ガイルドルフに属していた。オーバーアムトが1938年に廃止されるとシュヴェービッシュ・グミュント郡に属した。この郡は、1973年の郡再編によってオストアルプ郡に統合された。

## 住民

### 宗教
宗教改革以後、オーバーグレーニンゲンはプロテスタントの町であった。1852年には全住民 430人中 410人が福音主義教会に属していた。オーバーグレーニンゲン福音主義教会はホーエンシュタットやシェヒンゲンも管轄していた。1990年代以降、エホバの証人の信者もこの町に多く住んでいる。その数は2014年2月現在 21人である。

## 行政

### 行政連合
この町は、ラインツェルに本部を置くラインタール＝フリッケンホーファー自治体行政連合に属している。

### 首長
ヨーヘンン・ケーニヒ（隣のエシャッハの町長でもある）が、名誉職として、オーバーグレーニンゲンに関する職務を執行している。

## 文化と見所
ニコラウス教会は、14世紀にロマネスク様式で建設された。角塔に設けられた狭間はこの教会が防衛教会であったことを示している。長堂の上に広い空間があり、戦闘時には村の住民を保護することができた。